# Satipatthana
Satipaṭṭhāna é a palavra em páli para o conceito budista das fundações do estabelecer de Sati.
As quatro bases de Sati (Pāli: cattāro satipaṭṭhānā) são quatro areas para focar e manter Sati momento a momento , sendo base fundamental na meditação budista. As quatro bases de Sati são:
- Sati no corpo (kāya-sati)

- Sati nas sensações (vedanā-sati)

- Sati na mente (citta-sati)

- Sati nos fenômenos mentais, ou objetos mentais (dhammā-sati)

A prática de sati nessas bases é equivalente ao sétimo fator do Caminho óctuplo, comum a todas as escolas budistas.
No Canon Pali (Tipitaka) o Mahasatipatthana Sutta (Grande discurso no estabelecer de Sati) é a principal referência para a prática de Satipatthana, embora haja mais de cem discursos do Buda neste tema espalhados pelo Canon.
De acordo com a teoria Budista Theravada, através da prática de Satipatthana (Vipassana) ainda se pode alcançar Sotapanna e Arahant dentro de 5000 anos após o paranirvana do Buda Shakyamuni, e a prática de Satipatthana (Vipassana) é a única saída. Ler livros sobre Satipatthana (Vipassana), por exemplo aqueles escritos pelo Venerável Mahasi Sayadaw ou Venerável Thanissaro Bhikkhu, pode ajudá-lo a aprender como praticar corretamente. 

## Referencias
1. ↑  http://www.acessoaoinsight.net/sutta/MN10.php#N4
2. ↑  http://casadedharmaorg.org/wp-content/uploads/2014/02/Os-Quatro-Fundamentos-Bhante-G-Site.pdf
3. ↑  «Dhamma Talks (((((0))))) Attaining PEACE with KNOWING & SEEING a Handful of Leaves». dhammatalks.net. Consultado em 22 de abril de 2024